# Bundestagswahlkreis Greifswald – Demmin – Ostvorpommern
Der Bundestagswahlkreis Greifswald – Demmin – Ostvorpommern war bis 2013 ein Wahlkreis in Mecklenburg-Vorpommern für die Wahlen zum Deutschen Bundestag. Er umfasste zuletzt die Stadt Greifswald sowie die ehemaligen Landkreise Demmin und Ostvorpommern.

## Bundestagswahl 2009
Die Bundestagswahl 2009 hatte folgendes Ergebnis:
| Direktkandidat       | Partei           | Erststimmen in % | Zweitstimmen in % |
| -------------------- | ---------------- | ---------------- | ----------------- |
| Matthias Lietz       | CDU              | 38,0             | 36,8              |
| Peter Ritter         | LINKE            | 29,2             | 28,1              |
| Katharina Feike      | SPD              | 13,2             | 12,3              |
| Christian Bartelt    | FDP              | 8,6              | 10,4              |
| Anne Klatt           | GRÜNE            | 4,7              | 5,1               |
| Michael Andrejewski  | NPD              | 4,6              | 4,3               |
| —                    | PIRATEN          | —                | 2,4               |
| —                    | REP              | —                | 0,2               |
| —                    | MLPD             | —                | 0,2               |
| Susanne Wiest        | Einzelbewerberin | 1,2              | —                 |
| Jürgen van Raemdonck | Einzelbewerber   | 0,5              | —                 |

## Geschichte
Der Wahlkreis wurde nach der Deutschen Wiedervereinigung für die Bundestagswahl 1990 unter dem Namen Greifswald – Wolgast – Demmin neu gebildet und erhielt die Wahlkreisnummer 268.
Der Wahlkreis bestand ursprünglich aus dem Gebiet der Stadt Greifswald sowie dem Gebiet der damaligen Landkreise Greifswald, Wolgast und Demmin. Bei der Kreisreform 1994 wurde aus den Kreisen Greifswald, Wolgast und Anklam der Landkreis Ostvorpommern geschaffen und der Landkreis Demmin um die ehemaligen Kreise Altentreptow und Malchin vergrößert. Das Gebiet dieser ehemaligen Kreise gehörte jedoch zunächst weiterhin zu den Wahlkreisen Neustrelitz – Strasburg – Pasewalk – Ueckermünde – Anklam, Neubrandenburg – Altentreptow – Waren – Röbel bzw. Rostock-Land – Ribnitz-Damgarten – Teterow – Malchin und wurde erst im Zuge der Wahlkreisneuordnung vor der Bundestagswahl 2002 auch dem dann in Greifswald – Demmin – Ostvorpommern umbenannten und mit der neuen Wahlkreisnummer 16 versehenen Wahlkreis zugeschlagen.
Zur Bundestagswahl 2013 verlor Mecklenburg-Vorpommern einen Wahlkreis. Das Gebiet des Wahlkreises Greifswald – Demmin – Ostvorpommern wurde auf die drei neu zugeschnittenen Wahlkreise
- 15 Vorpommern-Rügen – Vorpommern-Greifswald I
- 16 Mecklenburgische Seenplatte I – Vorpommern-Greifswald II und
- 17 Mecklenburgische Seenplatte II – Landkreis Rostock III

aufgeteilt.

## Abgeordnete
Direkt gewählte Abgeordnete des Wahlkreises  waren:
| Jahr | Name           | Partei | Anteil der Erststimmen |
| ---- | -------------- | ------ | ---------------------- |
| 2009 | Matthias Lietz | CDU    | 38,0 %                 |
| 2005 | Ulrich Adam    | CDU    | 37,2 %                 |
| 2002 | Ulrich Adam    | CDU    | 38,1 %                 |
| 1998 | Ulrich Adam    | CDU    | 39,5 %                 |
| 1994 | Ulrich Adam    | CDU    | 49,0 %                 |
| 1990 | Ulrich Adam    | CDU    | 52,6 %                 |